# Lingshui Jiao
Lingshui Jiao är en udde i Kina. Den ligger i provinsen Hainan, i den södra delen av landet, omkring 190 kilometer söder om provinshuvudstaden Haikou.
Närmaste större samhälle är Li'an, 5,8 km norr om Lingshui Jiao. 
Genomsnittlig årsnederbörd är 2 321 millimeter. Den regnigaste månaden är oktober, med i genomsnitt 357 mm nederbörd, och den torraste är januari, med 23 mm nederbörd.